# Gregorio V de Constantinopla
Gregorio V de Constantinopla (1745, Dimitsana-22 de abril de 1821, Estambul) fue patriarca ecuménico de Constantinopla entre los años 1797 a 1798, entre 1806 a 1808 y entre 1818 a 1821. Murió asesinado en represalia por la guerra de independencia griega. Es considerado santo y mártir de la iglesia ortodoxa.

## Biografía
Nació en Dimitsana, una villa de Arcadia, en una familia pobre, con el nombre de bautismo de Geórgios Angelópoulos. Fue tonsurado monje joven, y, después de concluir los estudios teológicos y filosóficos, fue consagrado sacerdote y luego obispo de Esmirna. Sus pontificados fueron marcados por emprendimientos culturales e intelectuales, el combate a la ilustración y el intento de conciliar las necesidades del pueblo griego con las demandas de la Sublime Puerta.

## Martirio

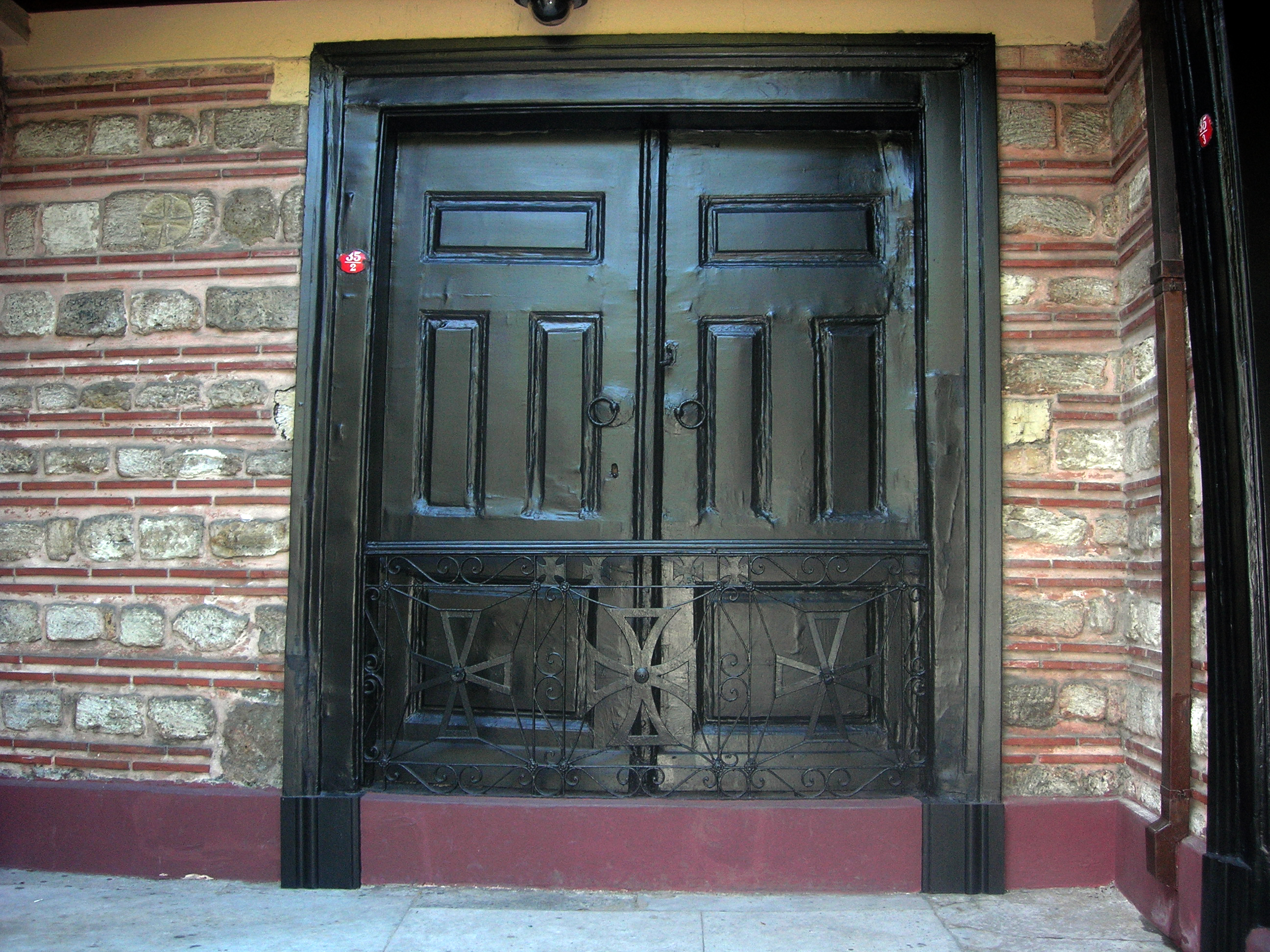
"Pórtico de San Pedro" en el Patriarcado Ecuménico de Constantinopla (Fanar, Estambul), desde que el Patriarca Gregorio V fuere ejecutado allí, nunca más se han abierto sus puertas y sólo se puede ingresar a él por accesos laterales.

Al comenzar la guerra de independencia griega, el sultán otomano Mahmud II responsabilizó al patriarca Gregorio V —en su calidad de líder nacional de los griegos— de ser el culpable de no suprimir la sublevación de los griegos, a pesar de que en verdad había condenado las actividades revolucionarias.
Después de celebrar la Divina Liturgia pontifical del domingo de Pascua de Resurrección de 1821, fue, por orden del sultán, sacado de la Catedral Patriarcal de San Jorge —aún con sus vestimentas litúrgicas— y ajusticiado en la horca, siendo colgado durante tres días en la puerta principal del Patriarcado Ecuménico de Constantinopla, luego —para oprobio de los griegos— su cuerpo fue arrastrado por las calles de Estambul por un grupo de judíos y arrojado al Bósforo. Su cuerpo fue encontrado un mes después por marineros griegos.
Hoy en día, sus restos descansan en la Catedral Metropolitana de Atenas.

### Impacto
La brutal ejecución del patriarca Gregorio, sobre todo que dicho crimen se haya hecho el Domingo de Pascua, impactó y enfureció a los griegos y a los rusos (aliados de los griegos y también ortodoxos). El magnicidio provocó protestas en el resto de Europa y reforzó el movimiento filoheleno.